# Podział administracyjny Szkocji

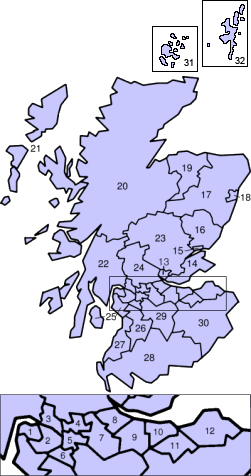
Podział administracyjny Szkocji

Począwszy od 1 kwietnia 1996 roku Szkocja podzielona jest na 32 jednostki administracyjne (council areas), z których 29 znajduje się na lądzie stałym, a 3 na wyspach:
| Nr na mapie | Hrabstwo              | Liczna ludności (2005) |
| ----------- | --------------------- | ---------------------- |
| 1           | Inverclyde            | 082 130                |
| 2           | Renfrewshire          | 170 000                |
| 3           | West Dunbartonshire   | 091 400                |
| 4           | East Dunbartonshire   | 105 960                |
| 5           | Glasgow               | 578 790                |
| 6           | East Renfrewshire     | 089 600                |
| 7           | North Lanarkshire     | 323 420                |
| 8           | Falkirk               | 149 150                |
| 9           | West Lothian          | 163 780                |
| 10          | Edynburg              | 457 830                |
| 11          | Midlothian            | 079 190                |
| 12          | East Lothian          | 091 800                |
| 13          | Clackmannanshire      | 048 630                |
| 14          | Fife                  | 356 740                |
| 15          | Dundee                | 142 170                |
| 16          | Angus                 | 109 170                |
| 17          | Aberdeenshire         | 235 440                |
| 18          | Aberdeen City         | 202 370                |
| 19          | Moray                 | 088 120                |
| 20          | Highland              | 213 590                |
| 21          | Hebrydy Zewnętrzne    | 026 370                |
| 22          | Argyll and Bute       | 090 870                |
| 23          | Perth and Kinross     | 138 400                |
| 24          | Stirling              | 086 930                |
| 25          | North Ayrshire        | 135 830                |
| 26          | East Ayrshire         | 119 400                |
| 27          | South Ayrshire        | 111 780                |
| 28          | Dumfries and Galloway | 148 340                |
| 29          | South Lanarkshire     | 306 280                |
| 30          | Scottish Borders      | 109 730                |
| 31          | Orkady                | 019 590                |
| 32          | Szetlandy             | 022 000                |